# Малґув-Кольонія
Малґув-Кольонія (пол. Małgów-Kolonia) — село в Польщі, у гміні Ліскув Каліського повіту Великопольського воєводства.